# Masia One
Masia One, pseudonimo di Masia Lim (Singapore, 5 aprile 1982), è una rapper canadese di Toronto, in Ontario.

## Biografia
Nata a Singapore, si è trasferita in Canada in giovane età, inizialmente a Vancouver, dove ha fatto la prima conoscenza con il retroterra culturale che origina l'hip hop, poi dal 1996 a Toronto dove cinque anni più tardi ottiene la laurea in architettura e si esibisce per la prima volta aprendo il concerto del rapper Mystic.
Tra la fine del 2002 e l'inizio del 2003 Masia lavora al suo album di debutto Mississauga che viene pubblicato nell'autunno del 2003. e che ottiene buone critiche. Il M1 Group, che si è occupato del disco, lo supporta producendo tre video da altrettante tracce: “Halfway Through The City”, “The Hazing” (feat. Death From Above 1979) e  “Split Second Time” che ottiene la nomination MMVA 2005 come Best Rap Video, primo nella storia per una MC al femminile. Masia ottiene anche nello stesso anno il Pioneer Youth Award dal Chinese Canadian National Council (CCNC). L'uscita del successivo lavoro Hot Property è stata posticipata dall'iniziale previsione di primavera 2006. L'MC canadese ha poi lavorato con la band afrobeat Ultra Magnus sul loro lavoro Afro Uncut.

## Discografia

### Album in studio
- 2003 – Mississauga
- 2009 – Pulau
- 2010 – Highplace Drive
- 2014 – Bootleg Culture
- 2018 – Far East Empress

### Singoli
- "Halfway Through The City"
- "The Hazing" (feat. Death From Above 1979)
- "Split Second Time"